# الکساندر لیتوفچنکو
الکساندر لیتوفچنکو (روسی: Алекса́ндр Дми́триевич Лито́вченко؛ ۱۴ مارس ۱۸۳۵ – ۱۶ ژوئن ۱۸۹۰) نقاش  روس اوکراینی‌تبار بود.